# Canon de midi

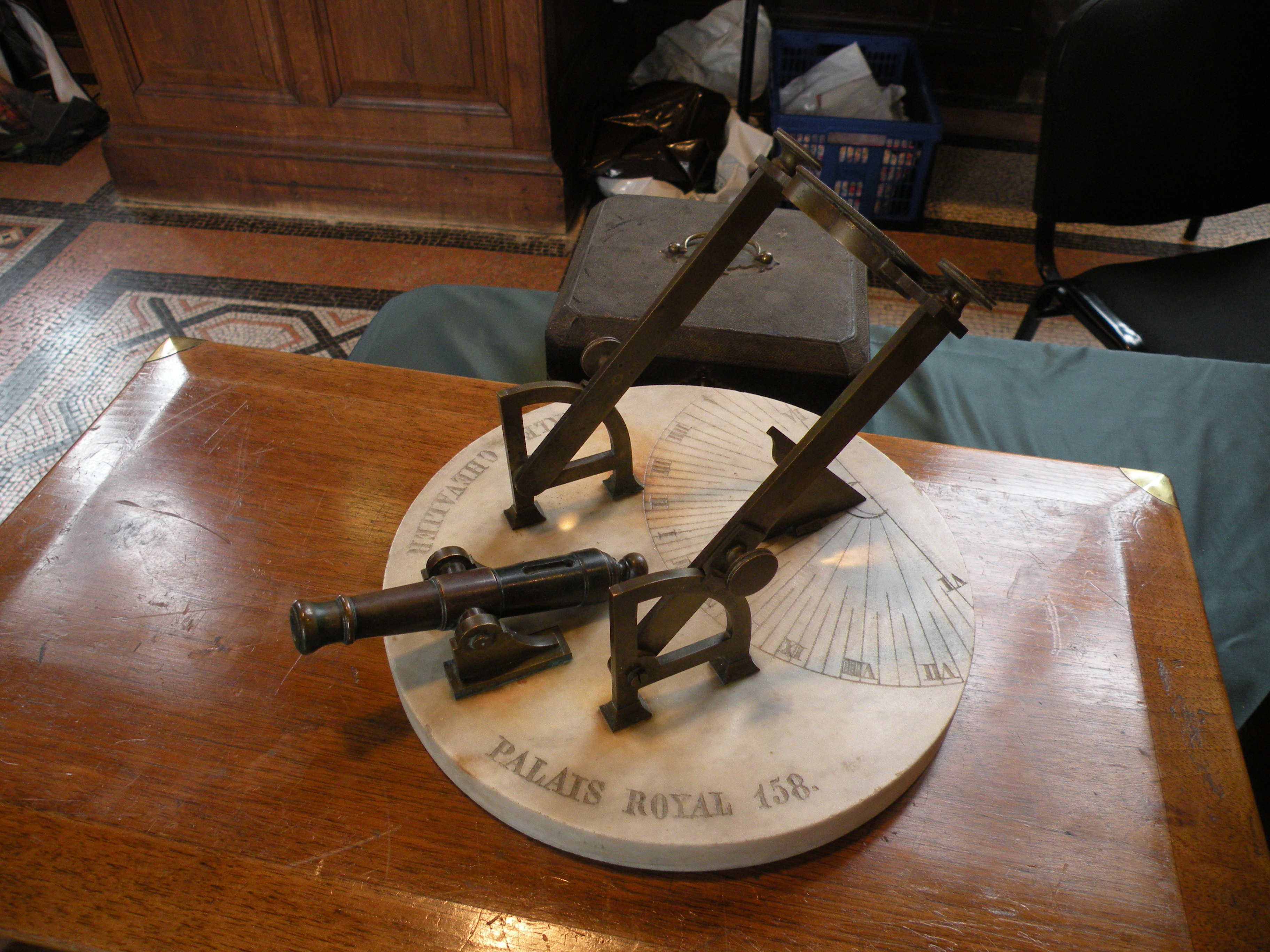
Exemple de canon de midi à cadran solaire.

Un canon de midi  ou canon solaire est un canon utilisé pour avertir de l'heure de midi et pour régler les montres personnelles à des époques où celles-ci étaient insuffisamment régulées. 
Il peut s'agir d'un vrai canon affecté à cet usage, comme à Nice où un canon de ce type et sa détonation quotidienne font partie du cadre de vie des habitants, une tradition instituée par un lord écossais en villégiature dans la ville au cours de la seconde moitié du XIXe siècle, et institutionnalisé par un arrêté municipal de novembre 1885.
Pour un usage limité à une maisonnée, le principe d'un canon de midi à déclenchement autonome a été inventé à la fin du XVIIIe siècle par réunion sur un plateau d'un canon miniature et d'une loupe, un cadran solaire étant généralement ajouté pour ajuster la position de la loupe au-dessus du canon. Le moment venu, c'est-à-dire au passage du soleil au méridien, si celui-ci était assez ardent, la concentration de sa lumière met le feu à la petite quantité de poudre disposée sur le canon.